# Maurice Mandrillon
Gabriel Maurice Mandrillon (ur. 23 sierpnia 1902 w Les Rousses, zm. 11 lutego 1981 w Lons-le-Saunier) – francuski narciarz, aktywny w latach 20. XX w. Wspólnie z kolegami z drużyny wywalczył brązowy medal w zawodach patrolu wojskowego na I Zimowych Igrzyskach Olimpijskich w Chamonix. Oprócz tego brał udział także na Igrzyskach w 1928, gdzie zajął 33. miejsce w biegu narciarskim na 18 km.
Jego brat Camille Mandrillon także był narciarzem.